# Шорв'ю (Міннесота)
Шорв'ю (англ. Shoreview) — місто (англ. city) в США, в окрузі Ремсі штату Міннесота. Населення — 26 921 особа (2020).

## Географія
Шорв'ю розташований за координатами 45°5′5″ пн. ш. 93°8′3″ зх. д. / 45.08472° пн. ш. 93.13417° зх. д. (45.084644, -93.134281).  За даними Бюро перепису населення США в 2010 році місто мало площу 32,82 км², з яких 27,91 км² — суходіл та 4,92 км² — водойми.

### Клімат
| Клімат : Шорв'ю     | Клімат : Шорв'ю | Клімат : Шорв'ю | Клімат : Шорв'ю | Клімат : Шорв'ю | Клімат : Шорв'ю | Клімат : Шорв'ю | Клімат : Шорв'ю | Клімат : Шорв'ю | Клімат : Шорв'ю | Клімат : Шорв'ю | Клімат : Шорв'ю | Клімат : Шорв'ю | Клімат : Шорв'ю |
| Показник            | Січ.            | Лют.            | Бер.            | Квіт.           | Трав.           | Черв.           | Лип.            | Серп.           | Вер.            | Жовт.           | Лист.           | Груд.           |                 |
| Днів з опадами      | 9               | 7               | 10              | 10              | 11              | 12              | 10              | 10              | 10              | 8               | 8               | 9               | 114,0           |
| ------------------- | --------------- | --------------- | --------------- | --------------- | --------------- | --------------- | --------------- | --------------- | --------------- | --------------- | --------------- | --------------- | --------------- |
| Джерело: [джерело?] |                 |                 |                 |                 |                 |                 |                 |                 |                 |                 |                 |                 |                 |

## Демографія
Згідно з переписом 2010 року, у місті мешкали 25 043 особи в 10 402 домогосподарствах у складі 6996 родин. Густота населення становила 763 особи/км².  Було 10826 помешкань (330/км²).
Расовий склад населення:
| - 87,4 % — білих - 7,2 % — азіатів - 2,2 % — чорних або афроамериканців - 0,4 % — корінних американців |

До двох чи більше рас належало 2,2 %. Частка іспаномовних становила 2,2 % від усіх жителів.
За віковим діапазоном населення розподілялося таким чином: 21,6 % — особи молодші 18 років, 64,0 % — особи у віці 18—64 років, 14,4 % — особи у віці 65 років та старші. Медіана віку мешканця становила 44,6 року. На 100 осіб жіночої статі у місті припадало 91,8 чоловіків;  на 100 жінок у віці від 18 років та старших — 88,7 чоловіків також старших 18 років.
Середній дохід на одне домашнє господарство  становив 102 286 доларів США (медіана — 79 252), а середній дохід на одну сім'ю — 124 928 доларів (медіана — 102 080). Медіана доходів становила 73 886 доларів для чоловіків та 52 315 доларів для жінок. За межею бідності перебувало 5,3 % осіб, у тому числі 6,9 % дітей у віці до 18 років та 3,9 % осіб у віці 65 років та старших.
Цивільне працевлаштоване населення становило 13 896 осіб. Основні галузі зайнятості: освіта, охорона здоров'я та соціальна допомога — 24,5 %, виробництво — 15,9 %, науковці, спеціалісти, менеджери — 13,9 %.